# Peschiera laeta
Peschiera laeta ou Tabernaemontana laeta é o nome científico da árvore, comum em algumas regiões do Brasil, popularmente conhecida por pau-de-colher ou bom-nome.

## Descrição
Pertencente à família das apocináceas, ocorre em florestas pluviais e de restinga. Suas folhas são verticiladas e moles. As flores são brancas e brilhantes, com a corola torcida e estames inclusos. Os frutos são do tipo folicular e com pequenas protuberâncias rugosas (verrugas), e suas sementes possuem um arilo carnoso e vermelho.
A árvore é, também, lactescente.

## Usos e cultura
Sua madeira é usada para a produção de colheres de pau e, em razão disso, deu nome ao lugar de Pau de Colher, na cidade baiana de Casa Nova, palco de manifestação messiânica na terceira década do século XX; sua madeira, então, era usada para a confecção de cajados ou "cacetes", usados pelos fanáticos religiosos.